# ISO 9002
ISO 9002 et ISO 9002:2016 sont des normes, publiées par l'Organisation internationale de normalisation (ISO), faisant partie de la série ISO 9000 de maîtrise de la qualité.

## Histoire
Avant la refonte des normes ISO 9000 en 2000 , on distinguait dans le domaine les normes suivantes : 
- ISO 9000 : Concept et vocabulaire de la norme
- ISO 9001 : Pour la conception, le développement, la production, l'installation et le service après vente.
- ISO 9002 : Pour la production, l'installation et l'assistance après vente.
- ISO 9003 : Pour les procédures de contrôle de la qualité (contrôle final + essais).
- ISO 9004 : Lignes directrices pour l'amélioration des performances de la norme ISO 9001

ISO 9002 était la norme appropriée pour une organisation qui ne s'occupait pas de la conception et du développement; elle ne contenait pas les exigences relatives à la maîtrise de la conception d'ISO 9001, les autres exigences étaient identiques.
Cette norme  était la mieux adaptée pour les  activités de prestations de services, de sous-traitance ou pour les entreprises de très petite taille.
Enfin elle permettait la certification partielle d'un établissement ou d'une branche d'une entreprise.

ISO 9002 et ISO 9003 ont été intégrées à la refonte de ISO 9001 en 2000 (référence ISO 9001:2000) et supprimées.

En effet, la version 2000 traite de tous les processus, de la conception à l'assistance après vente en passant par les contrôles et essais, mais prévoit qu'une entreprise peut définir des exclusions dans son Manuel Qualité.

Par exemple, une entreprise qui ne fait pas de conception et qui aurait, dans les anciennes versions, choisi de se faire certifier ISO 9002, va choisir maintenant la certification ISO 9001 : 2000 en précisant par exemple, dans son manuel qualité : "le domaine d'application du système qualité couvre l'ensemble des processus excepté le § 7.3 de la norme "conception et développement" pour laquelle notre société n'est pas concernée".

## ISO 9002:2016
Une nouvelle version de l'ISO 9002 est éditée en 2016 :
Systèmes de management de la qualité - Lignes directrices pour l'application de l'ISO 9001: 2015
L'ISO / TS 9002: 2016 fournit des indications sur l'objectif des exigences de la norme ISO 9001: 2015, avec des exemples d'étapes possibles qu'une organisation peut suivre pour satisfaire aux exigences. Il n'ajoute, soustrait ou ne modifie en aucune façon ces exigences.
L'ISO / TS 9002: 2016 ne prescrit pas d'approches obligatoires pour la mise en œuvre, ni ne propose aucune méthode d'interprétation préférée